# Helena Cidade Moura
Helena Cidade Moura ou Helena Tâmega Cidade Moura GO • (1924 – 20 de julho de 2012) foi uma deputada à Assembleia da República nas I, II e III legislaturas, pedagoga, investigadora, poetisa, activista e membro destacado da luta anti-fascista, tendo sido uma das  principais dirigentes do Movimento Democrático Português / Comissão Democrática Eleitoral (MDP/CDE), pelo qual foi eleita deputada.
Filha de Hernâni Cidade e Aida Tâmega nasceu em 1924 e morreu a 20 de julho de 2012, aos 88 anos de idade. Foi casada com um irmão de Francisco Pereira de Moura e teve 5 filhos.
Foi agraciada com o grau de Grande Oficial da Ordem da Liberdade em 15 de Janeiro de 1998.

## Vida e obra

### Actividade política
Antes do 25 de Abril esteve sempre ligada a instituições e iniciativas dos chamados católicos progressistas e afins. Subscreveu manifestos importantes, entre os quais, um longo texto de 101 católicos, em 1965, e todos os protestos contra o encerramento da cooperativa Pragma, em 1967.
Com José Manuel Tengarrinha, Luís Catarino e António Mota Redol, Helena Cidade Moura foi uma das principais dirigentes do MDP/CDE, organização política fundada em 1969 com o objectivo de concorrer às eleições legislativas.
Helena Cidade Moura foi deputada à Assembleia da República nas I, II e III legislaturas. Nos registos da Assembleia da República, o seu nome aparece nos debates parlamentares em 1580 páginas de 515 diários.
A deputada do CDS-PP Maria José Nogueira Pinto, sua opositora política, retrata as qualidades de Helena Cidade Moura, e também de Natália Correia, numa intervenção na Assembleia da República que ocorreu na VII legislatura a 17/07/1997 que se encontra transcrita nos Diários da Assembleia: 
| “ | "Sr. Presidente, Srs. Deputados: Depois desta última intervenção da bancada do PSD, não resisto a começar por dizer que é com muita pena que não estive aqui como Deputada quando se ouviam as vozes de Helena Cidade Moura e Natália Correia. Muita pena por não ter estado aqui quando esta Câmara era capaz de discutir os problemas como uma Câmara política e não como um conjunto de técnicos. Esta questão não é técnica, é política. Infelizmente, para mim, a minha voz não é a de Helena Cidade Moura nem de Natália Correia... | ” |
|   | — Maria José Nogueira Pinto, Deputada. |   |

### Como pedagoga
Helena Cidade Moura dedicou a maior parte da sua vida à Educação em especial na luta contra o analfabetismo e na promoção da Educação para todos. Distinguiu-se não apenas pelo combate que travou no âmbito da Educação e da Formação permanentes, mas também pelo papel de direcção que teve na maior campanha de alfabetização realizada no País após a Revolução do 25 de Abril, acompanhando então mais de 400 cursos.

### Como investigadora
Helena Cidade Moura foi uma estudiosa da obra de Eça de Queiroz e por esse motivo foi convidada a representar o Ministério da Educação nas comemorações no ano do centenário da morte do escritor.

### Como escritora e poetisa
A primeira publicação de Helena Cidade Moura é de 1954 (Ed. da Autora, Lisboa, brochado, 47 pgs.), com o título "O Mundo sem Limites".
Em 1961 publicou "O Tempo e a Esperança", com desenhos de Nuno Siqueira e "Retrato" da Autora, por José Maria Amaro.
Em 1963 publicou Memória e Ritual e em 1979 publica o "Manual de Alfabetização".

### Como activista e cidadã
No Centro Nacional de Cultura, do qual viria a ser presidente,  foi impulsionadora, em 1961, das conferências de quinta-feira com convidados ilustres.
Foi co-fundadora da CIVITAS - Associação de Defesa e Promoção dos Direitos dos Cidadãos em 1989 tendo discursado em nome da Comissão Instaladora conjuntamente com Vítor Alves. A CIVITAS realizou a sua 1ª Assembleia-Geral na Sociedade Nacional das Belas Artes, presidida por Magalhães Mota, secretariado por Vasco Lourenço e Sá Machado.
Fez parte do Conselho Geral da Fundação Mário Soares.